# Buskhestekastanje
Buskhestekastanje (Aesculus parviflora) er en stor, løvfældende busk med løs, åben vækst og svagt forgrenede, opstigende grene. 

## Beskrivelse
Barken er først olivengrøn og glat, senere lysebrun og til sidst gråbrun og ru. Knopperne er modsatte, ægformede med tydelig spids og modsatte, lysebrune knopskæl. Bladene er håndformede med 5-7 omvendt ægformede småblade. Over- og undersiderne er ens. I udspring er de bronzefarvede, senere bliver de lysegrønne, og til sidst er de lysende gule. 
Blomstringen ligger i juli-august, hvor de høje aks med hvide blomster rager frem fra løvet. Frugterne er omvendt ægformede og mangler pigge. Frøene modner sjældent i Danmark.
Rodnettet består af fladt udbredte, fint forgrenede rødder. Planten sætter talrige rodskud.
Højde x bredde og årlig tilvækst: 3 x 6 m (15 x 30 cm/år) – heri ikke medregnet udløberne!.

## Hjemsted
Busken hører hjemme langs lysninger og skovkanter i de blandede løvskove i det sydøstlige USA, hvor den findes på fugtige, svagt sure jorde med godt dræn.
| Portal | Portal:Botanik |